# Ласкер, Мэри
Мэри Ла́скер, Мэри Ву́дард-Ла́скер (англ. Mary Lasker, Mary Woodard Lasker; 30 декабря 1900, Уотертаун, Висконсин, США — 15 февраля 1994, Гринуич, Коннектикут, США) — американская лоббистка, филантроп и общественный деятель. Лоббировала и финансировала различные благотворительные фонды и проекты, в частности, в области медицинских исследований и здравоохранения. Основывала премии, внедряла и поощряла инициативы благоустройства городских районов, поддерживала деятельность музеев и университетов.

## Жизнеописание
Мэри Ласкер родилась в семье банкира Фрэнка Элвина Вударда и Сары Джонсон-Вудард — бывшей продавщицы, а впоследствии специалиста в озеленении городов и благоустройстве парков. В 1923 году она окончила Колледж Рэдклифф и получила степень бакалавра истории искусства. Потом недолго училась в Оксфордском университете, а затем устроилась на работу в нью-йоркскую галерею своего будущего мужа Пола Райнгардта — в комиссионную продажу картин современных европейских художников. Ласкер сама собирала произведения искусства и имела значительную коллекцию. В 1926 году она вышла замуж за Пола, а в 1934-м развелась с ним. Тогда же она открыла своё предприятие под названием «Голливудские образцы» (англ. Hollywood Patterns), которое сначала перепродавало простые, сшитые на фабрике платья в сетевые магазины, а потом стало выпускать фирменную одежду — в частности, серию текстильных изделий с изображениями кинозвёзд и много другого, что связано с кинематографом. Ласкер и сама проектировала модели.
В 1938 году она стала принимать участие в работе нескольких американских неправительственных организаций, которые пропагандировали принципы построения здоровой семьи. В этом же году возглавила Американскую федерацию контроля рождаемости. Эта организация была предшественником сегодняшней Федерации планирования семьи. К такой деятельности Мэри Ласкер побудили случаи, случившиеся с ней в детстве и юности. Ещё с детства она проболела несколькими ушными инфекциями и чуть не умерла от лихорадки. В то время Мэри, очнувшись от приступа болезни, услышала, что врач сказал её матери: «Сара, я думаю, что тебе не удастся поставить её на ноги». Запомнилось и посещение вместе с матерью больной раком прачки, которой удалили грудь. В 1918 Мэри тяжело заболела гриппом и еле выжила. Содействовать медицинским исследованиям побуждало и то, что в 1940 году после безуспешного лечения умерла её мать, у которой за год перед тем случился инфаркт, а затем инсульт. «Я выступаю против сердечных приступов и рака, — сказала Мэри репортеру, — так же, как другие люди выступают против греха».
22 июня в 1940 году она вышла замуж за Альберта Ласкера (1880—1952), владельца чикагского рекламного агентства «Лорд и Томас», автора концепции «Печатная торговля», который разбогател на рекламных кампаниях сигарет «Лаки страйк», жевательной резинки «Ригли» и зубной пасты «Пепсодент». Он разделял интерес жены — как в искусстве, так и в области здравоохранения.

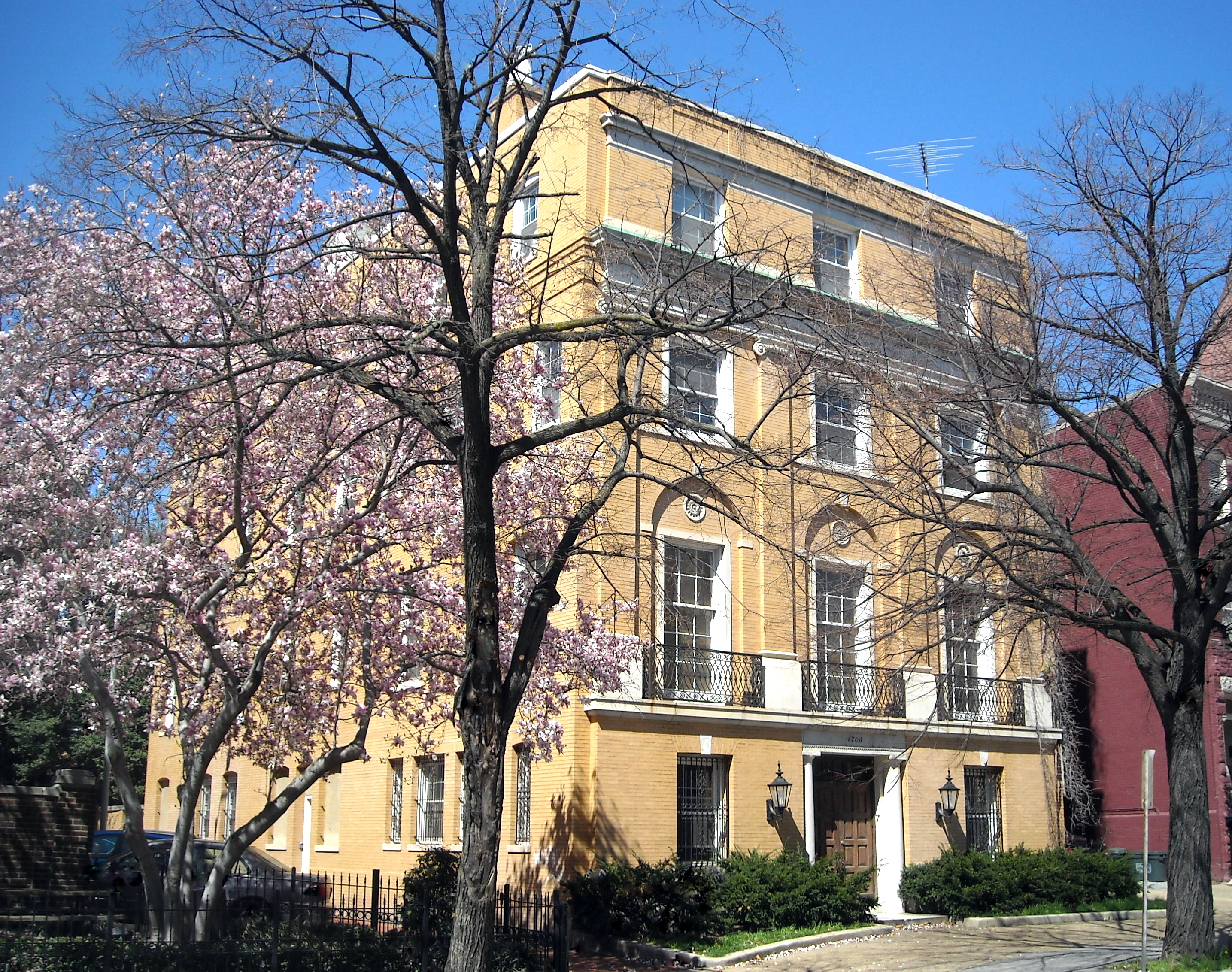
Здание РИА Новости в Вашингтоне, бывшее место жительства Альберта и Мэри Ласкеров.

После того, как в 1942 году Альберт продал свою рекламную компанию, супруги вели только общественную и благотворительную деятельность в двух направлениях — добиваться, чтобы медицинское страхование стало доступнее, и способствовать научным исследованиям болезней. Для такой цели он, как корпоративный лидер и председатель Совета морского транспорта США во время Второй мировой войны, лоббировал федеральное правительство. Впоследствии лоббисткой стала и Мэри.
В 1942 году они основали Фонд Альберта и Мэри Ласкеров, из которого выделялись средства на премии за фундаментальные и клинические исследования и за медицинскую журналистику. Мэри стала председателем фонда, а её сестра Алиса Фордайс (1906—1992) — администратором. Кроме того, она руководила программой «Премии Ласкеров».
В 1945 году Ласкери поддержали предложение президента Гарри Трумэна реформировать отрасль здравоохранения — принять десятилетний план, который предусматривал ввести всеобщее медицинское страхование, строить больницы и удвоить число медицинского персонала. Ангажированные предприниматели и врачи осуждали это предложение как образец «социальной медицины». Столкнувшись с таким противодействием, а также с тем, что Альберт заболел раком толстой кишки (от чего и умер в 1952-м), Мэри начала уделять внимание в основном медицинским исследованиям. К делу о всеобщем медицинском страховании она присоединилась в 1965 году, став на сторону президента Линдона Джонсона в дебатах о внедрении программ Медикэр и Медикейд в рамках Закона о социальном страховании.
Ласкеры использовали свои деньги, связи и специализированные фонды, чтобы добиться правительственного финансирования крупномасштабных медицинских исследований в то время, когда такими исследованиями ведали университеты, некоммерческие институты и частные лица. Супруги сосредоточились на раке, психическом здоровье и контроле над рождаемостью, а потом дополнительно — на болезнях сердца, артрите и гипертонии. Сначала Мэри Ласкер поставила перед собой цель — представить борьбу с раком общественности как дело большой общественной значимости, и в октябре 1943 года уговорила своего приятеля, который работал в журнале «Ридерз дайджест», запустить серию статей о скрининге и диагностике рака. В то же время убедила Давида Сарнова, директора «Радио корпорейшн оф Америка» в том, что стоит упоминать в эфире раньше замалчиваемый рак — запускать радиоролики с призывом жертвовать деньги на борьбу с ним. Потом взялась реорганизовывать Американское общество борьбы с раком. За 1943—1945 годы это общественное учреждение (в 1945 году его переименовали в «Американское онкологическое общество») стало мощным средством сбора средств и способом налаживания связей с общественностью и проведения лоббистских кампаний. В 1943-м общество изготовило девять миллионов «просветительских» единиц, пятьдесят тысяч плакатов, полтора миллиона клейких этикеток, 165 000 монетоприемников, 12 000 внутрисалонных рекламных планшетов и 3000 витринных выставок. Поступали пожертвования: 832 000 долларов в 1944 году, 4 292 000 долларов в 1945 году, 12 045 000 долларов в 1947 году. Четверть этой суммы пошла на гранты учёным-исследователям.
В 1946 году Ласкеры основали три премии: Премия Альберта Ласкера за фундаментальные медицинские исследования, Премия Альберта Ласкера за клинические медицинские исследования и Премия Альберта Ласкера за службу общественности (в 2000 году её переименовали: Премия Мэри Вудард-Ласкер за службу общественности). В 1994 году основана четвёртая — Премия Альберта Ласкера за особые достижения. В 2008-м её переименовали: Премия Ласкера — Кошланда за особые достижения в медицинской науке. Эти награды — одни из самых престижных в США. Восемьдесят шесть лауреатов-ласкерианцев получили Нобелевскую премию, в том числе тридцать два — за последние двадцать лет.
После смерти мужа Мэри Ласкер поставила перед собой задачу — вести борьбу против рака в масштабах всего государства. Она основала Национальный комитет просвещения в области здравоохранения (англ. National Health Education Committee). По её инициативе проводилась просветительская и агитационная работа в средствах массовой информации — в частности, о вреде курения. Окончательно в США эту вредность доказали в 1964 году, а с начала 1971-го было запрещено рекламировать табачные изделия на телевидении.

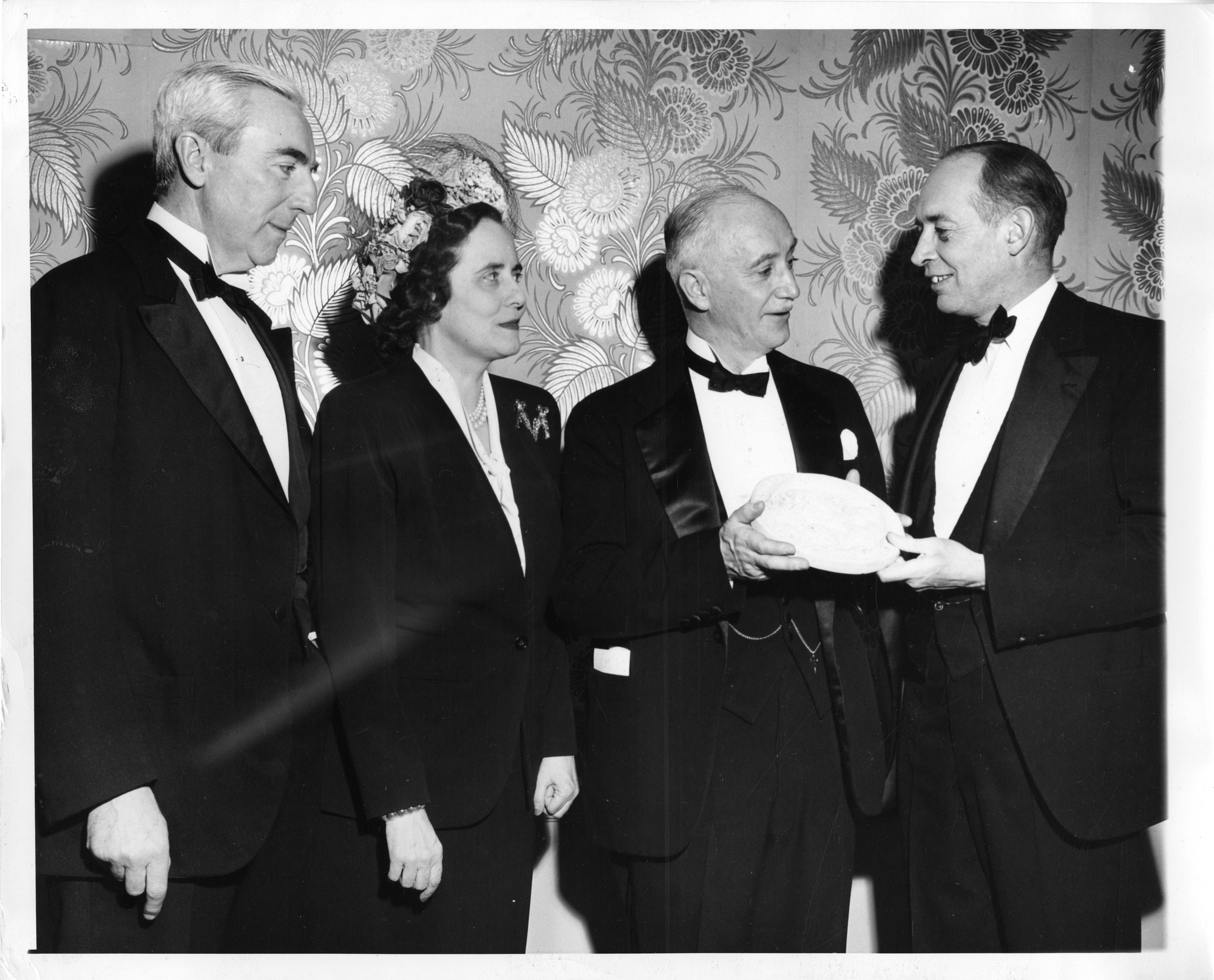
Слева направо: акушер-гинеколог Джон Рок, Мэри Ласкер, доктор медицины Ричард Норрис Пирсон и Корнелиус П. Троубридж. Вручение Премии Ласкера Пирсону и Року. 1948 год.

На протяжении 1950-х — 1960-х годов она вместе с единомышленниками — известным хирургом Майклом Эллисом Дебейки, алабамским сенатором Дж. Листером Хиллом, конгрессменом из Род-Айленда Джоном Э. Фогарти, лоббистом Майком Горманом, влиятельной подругой Флоренс Магони и онкологом Сидни Фарбером — влияла на сенаторов и конгрессменов, добивалась увеличения правительственных ассигнований на исследовательскую работу в области онкологии. В результате за 1957—1967 года годовой бюджет Национального института рака — государственного учреждения, вырос от 48 миллионов долларов долларов до 176 миллионов.
«Мэри и её маленькие ягнята» — так недоброжелатели прозвали лобби медицинских исследований — были движущей силой развития Национальных институтов здравоохранения (НИЗ) в течение двух десятилетий после войны. За 1945—1985 годы годовой бюджет Национальных институтов здравоохранения вырос с 2,4 миллиона долларов до 5,5 миллиарда. Ласкер сама помогала руководителям НИЗ как член его консультативных групп — рака и болезней сердца. В 1954 году она стала первой женщиной, которую ввели в состав Национального консультативного онкологического совета. В конце 1980 года директор Национального института рака Сэм Броудер назвал Мэри Ласкер «гением, который побуждает осознать то, что федеральное правительство может само взяться за медицинские исследования на благо всех американцев».
Главной целью Ласкер и её единомышленников стал Национальный закон о раке. 23 декабря 1971 года президент Никсон подписал этот документ — компромиссный, поскольку утвердил увеличение дотаций для Национального института рака и одновременно ограничил его автономию и не содержал положения о предложенной «Национальной программе преодоления рака». С тех пор Ласкер начала уделять внимание другим проектам — борьбе со СПИДом, гипертонией и глаукомой.
Эта деятельница была на разных должностях — директора, председателя и члена правления — многих медицинских и культурных организаций, в частности Американского онкологического общества, Объединённого научно-исследовательского и образовательного фонда ДЦП и Национального комитета психогигиены.
Мэри Ласкер уделяла большое внимание городскому благоустройству. Она спонсировала посадку деревьев и цветов и строительство освещения и фонтанов в общественных местах в Вашингтоне. В середине 1980-х её именем назван сорт розовых тюльпанов, её любимых цветов.
После смерти Мэри Ласкер осталось наследство — свыше 10 миллионов долларов, предназначенные для городского благоустройства и для Фонда Ласкера — на поддержку медицинских исследований

## Премии и награды
Мэри Ласкер получила свыше тридцати почётных степеней и наград. Главные из них — Президентская медаль Свободы — высшая гражданская награда страны (1969), Награда Четырёх Свобод (англ. Four Freedoms Award), Золотая медаль Конгресса США (1989) и Золотая медаль имени Альберта Швейцера за гуманитарную деятельность. В 2000-м в её честь названа Премия Мэри Вудард-Ласкер за службу общественности. 14 мая 2009 года Почтовая служба США выпустила почтовую марку стоимостью 78 центов, которую спроектировал Марк Саммерз. Это стало признаком того, что правительство стало благосклоннее относиться к финансированию биомедицинских исследований. Торжественное открытие этой марки состоялось в Уотертауне 15 мая 2009 года.

## Цитаты
- Посмотрите на людей, особенно на тех, у кого мало жизненного опыта, но которые помогают другим решать их проблемы: они вдохновляют нас всех
- Мы совершили самые разнообразные открытия. Мы изобрели атомные бомбы и сложнейшие технические приспособления. Но мы забыли о том, что самые тонкие и сложные [приспособления] — это живые люди

## Членство в организациях
- Американская федерация контроля рождаемости (англ. Birth Control Federation of America)
- Планируемое родительство (англ. Planned Parenthood)
- Национальный комитет психической гигиены (англ. National Committee for Mental Hygiene)
- Фонд Ласкера (англ. Lasker Foundation)
- Фонд Национального комитета просвещения в области здравоохранения (англ. National Health Education Foundation)
- Национальный институт здоровья
- Американское онкологическое общество
- Исследования для предотвращения слепоты (англ. Research to Prevent Blindness)
- Онкологический исследовательский институт (англ. Cancer Research Institute)
- Объединенный научно-исследовательский и образовательный фонд ДЦП (англ. United Cerebral Palsy Research and Education Foundation)
- Нью-Йоркский музей современного искусства
- Американское кардиологическое общество (англ. American Heart Association)